# Toxorhynchites rutilus
Toxorhynchites rutilus är en tvåvingeart som först beskrevs av Daniel William Coquillett 1896.  Toxorhynchites rutilus ingår i släktet Toxorhynchites och familjen stickmyggor. Inga underarter finns listade i Catalogue of Life.